# Moshé Mizrahi
Moshé Mizrahi (hebreo: משה מזרחי; Alejandría, 5 de septiembre de 1931 - Tel Aviv, 3 de agosto de 2018) fue un director de cine israelí.

## Trayectoria
Nacido en Egipto, emigró al entonces Mandato británico de Palestina (actual Estado de Israel) en 1946, y estudió dirección de cine en Francia en 1950. En 1977 dirigió la película ganadora de un Óscar La Vie devant soi, protagonizado por Simone Signoret. El filme cuenta la historia de una prostituta judía de París que sobrevivió a Auschwitz. Ganó el Óscar al mejor film en lengua no inglesa para Francia. I Love You Rosa (Ani Ohev Otach Rosa, 1972) y The House on Chelouche Street (1973) fueron candidatas al Óscar a la Mejor Película Extranjera representando a Israel.
Murió el 3 de agosto de 2018, a los 86 años de edad.

## Filmografía
- Les Stances à Sophie (Sophie's Ways, 1970)
- The Customer of the Off Season (Ore'ach B'Onah Metah, 1970)
- I Love You Rosa (Ani Ohev Otach Rosa, 1972)
- Daughters, Daughters (Abu él Banat, 1973)
- The House on Chelouche Street (1973)
- Rachel's Man (1975)
- La Vie devant soi (1977)
- Une jeunesse, basada en la novela del mismo título de Patrick Modiano.
- Chère inconnue (I Sent a Letter to my Love, 1980)
- Every Time We Say Goodbye (1986)

## Premios y distinciones
Premios Óscar
| Año  | Categoría                          | Película                      | Resultado |
| ---- | ---------------------------------- | ----------------------------- | --------- |
| 1973 | Mejor película de habla no inglesa | Rosa, te amo                  | Nominado  |
| 1974 | Mejor película de habla no inglesa | La casa en la calle Chelouche | Nominado  |